# Oreobates choristolemma
Oreobates choristolemma é uma espécie de anfíbio gimnofiono da família Strabomantidae. Está presente na Bolívia. A UICN classificou-a como deficiente de dados.